# 빵 평등권
빵 평등권은 18세기 프랑스에서 일어난 프랑스 혁명의 일부 원인이였다. 빵 평등권은 빵의 평등을 실현하기 위해 오직 한 종류의 빵만을 만들어 팔아야 한다는 선언으로 더 이상 부자를 위해 고운 밀가루로 흰 빵을 만들어서도 안 되고 가난한 사람들이 먹을 수밖에 없는 거친 호밀로 검은 빵을 만들어서도 안 된다는 조항이었다. 빵의 길이는 80센티미터 무게는 250그램으로 제한을 두었고 이 조항으로 인해 만들어진 빵이 바로 바게트다.

## 빵 평등권 이전 프랑스
- 빵 평등권이 있기 전, 18세기 프랑스에는 빵이 정치의 수단이자 계급을 나누는 확실한 수단이자 권력이었다. 프랑스 농민들은 거친 호밀이나 보리로 만들어진 딱딱한 거무스름한 빵만 먹을 수 있었고 흰색의 부드러운 빵은 귀족 즉 상류층 사람들과 시민 계층의 몫이었다. 당시의 농민들은 돼지보다 조금 더 진화한, 열등한 인간들이었기 때문에 딱딱한 빵을 먹어야 더욱 열심히 일을 하였고 신은 귀족들이 고상하고 연약한 소화기관을 가졌기 때문에 흰 빵을 먹도록 만들었다는 것이 귀족들의 논리였다. 그래서 농부들이 부드러운 흰 빵을 먹으면 신의 뜻에 어긋날 뿐만 아니라 사회적 윤리와 기강을 해치는 범죄였기 때문에 처벌을 해야 한다고도 주장을 하였다. 물론 귀족들만이 이런 빵을 먹었다는 것은 아니다. 군인, 파리에 사는 사람들 그리고 심지어 파리의 거지들은 흰 빵을 먹었다. 나폴레옹이 파리에 처음으로 입성했을 때 파리에서는 거지들이 여유 있는 농민들보다 더 좋은 빵을 먹는 것을 보고 분노했다고 하였으니 그 정도가 어떠했는지 알 수 있다.

## 빵 평등권과 프랑스 혁명
- 프랑스 혁명 때 프랑스 시민들은 외쳤다. “빵을 달라” “빵이 아니면 죽음을 달라.” 이러한 구호를 외친 것은 단순히 먹을 것을 달라는 것이 아닌 먹을 수 있는 빵을 달라 즉 빵의 평등권을 달라는 의미가 담겨있다.

## 빵 평등권의 선포
- 프랑스 혁명이 일어난 후 1793년 11월에 국민의회는 드디어 ‘빵의 평등권’을 선포하였다.